# جامعة بايكال الحكومية
جامعة بايكال الحكومية (بالروسية: Байкальский государственный университет) هي مؤسسة للتعليم العالي في إيركوتسك. كانت تعمل كمؤسسة للتعليم العالي منذ عام 1930 م، عندما تم افتتاح المعهد السيبيري للمالية والاقتصاد.
الاسم الرسمي الكامل هو مؤسسة التعليم العالي التابعة للدولة الفيدرالية «جامعة ولاية بيقال».

## تاريخ
يبدأ تاريخ المؤسسة التعليمية بمدرسة مدينة ألكسندرو مارينسكي، التي تم تشييد بناؤها عام 1894. تم بناء المبنى الرئيسي من قبل المهندس المعماري ف. أ. راسوشين. تم بناء المبنى السوفيتي على طابقين، وفي 11 أغسطس 1930، كان يضم المعهد المالي والاقتصادي السيبيري، الذي تم إنشاؤه بقرار من مجلس مفوضي الشعب في اتحاد الجمهوريات الاشتراكية السوفياتية.
في سنوات ما بعد الحرب، مع بداية التطور الصناعي على نطاق واسع في سيبيريا، بدأت الجامعة في تدريب المتخصصين المؤهلين تأهيلا عاليا في الملامح المالية والاقتصادية والهندسية والاقتصادية لجميع الصناعات الأساسية في المنطقة.
في عام 1947 تم إنشاء كلية التخطيط والاقتصاد. تم افتتاح الدراسات العليا في أواخر الأربعينيات. في عام 1953، تم إنشاء كلية الهندسة والاقتصاد. تم افتتاح فرع تشيتا للمعهد في ترانسبيقاليا عام 1957.
بأمر من وزارة التعليم والعلوم في الاتحاد الروسي رقم 1252 بتاريخ 29 أكتوبر 2015، تمت إعادة تسمية المؤسسة التعليمية الفيدرالية للميزانية للتعليم المهني العالي «جامعة بيقال الحكومية للاقتصاد والقانون» إلى مؤسسة الدولة الفيدرالية التعليمية لميزانية الدولة قسم التعليم العالي «جامعة بيقال الحكومية».
طوال تاريخها، نمت الجامعة لتصبح مجمعًا تعليميًا وعلميًا قويًا ومتكاملًا عموديًا بين الأقاليم، والذي يشمل جميع مراحل التدريب قبل الجامعي والجامعي والدراسات العليا: الكلية، التعليم العالي في إطار البكالوريوس، التخصص، برامج الماجستير والدراسات العليا، دراسات الدكتوراه، التدريب في إطار برامج رئيس روسيا وبرامج التعليم المهني الإضافي.

### التسلسل الزمني لإعادة التسمية
- 1930 - المعهد المالي والاقتصادي السيبيري (SFEI)؛
- 1939 - معهد إيركوتسك المالي والاقتصادي (IFEI)؛
- 1965 - معهد إيركوتسك للاقتصاد الوطني (IINKh)؛
- 1993 - أكاديمية إيركوتسك الاقتصادية الحكومية (IGEA)؛
- 2002 - جامعة ولاية بيقال للاقتصاد والقانون (BSUEP)؛
- 2015 - جامعة ولاية بيقال.[4]

## هيكل الجامعة

### المعاهد والكليات
بيانات الموقع الرسمية اعتبارًا من 6 نوفمبر 2021.
- معهد الإدارة والمالية
- معهد العدل
- معهد قانون الدولة والأمن القومي
- معهد الاقتصاد العالمي والعلاقات الدولية
- معهد الثقافة والاتصالات الاجتماعية وتكنولوجيا المعلومات
- معهد الاقتصاد الوطني
- الكلية الدولية
- معهد الدراسات المتقدمة
- أكاديمية القانون الصغيرة
- الأكاديمية الصغيرة للاقتصاد والإدارة
- كلية جامعة ولاية بيقال

### التقسيمات والفروع

#### معهد تشيتا
تأسس معهد شيتا في عام 1958 كمركز تعليمي واستشاري لـ IFEI في ترانسبيقاليا. في عام 1985 حصل على صفة المعهد - فرع من IINKh.

#### فرع في أوست-إيليمسك

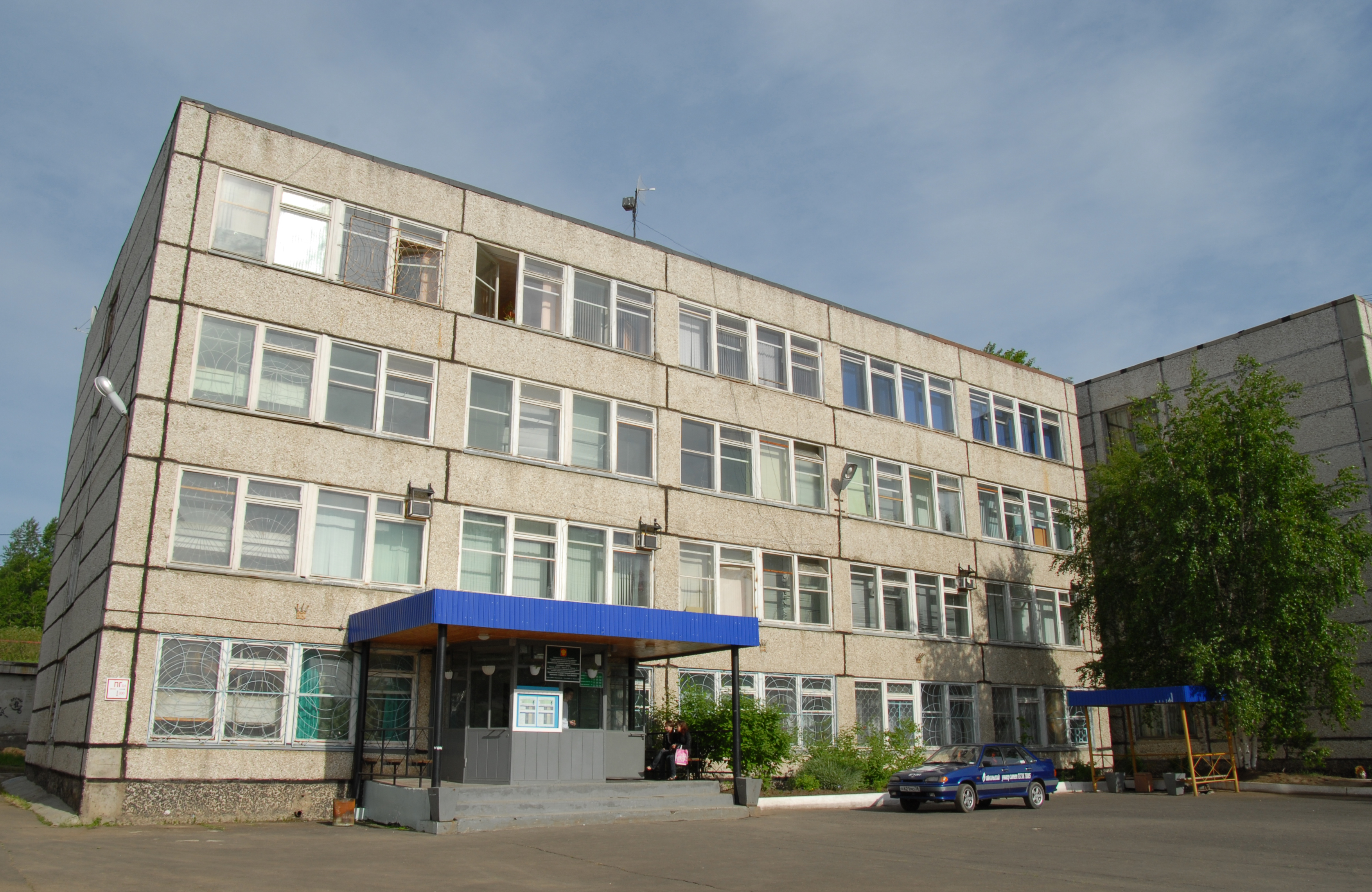
مبنى فرع BSU في أوست-إيليمسك

تم افتتاحه في عام 1998 كفرع لأكاديمية ولاية إيركوتسك الاقتصادية. في عام 2009، أصبحت كلية أوست-إيليمسك التكنولوجية جزءًا من الفرع.

#### فرع في براتسك
تأسس الفرع عام 2001. مصممة لتدريب الأفراد للمنطقة الشمالية من منطقة إيركوتسك ومنطقة بيقال أمور الرئيسية. إنها الجامعة الرائدة في براتسك في مجال الاقتصاد والقانون.

## روابط خارجية
- موقع BSU
- صفحة تويتر الرسمية
- صفحة فكونتاكتي الرسمية
- أكثر من 600 صورة فوتوغرافية وتصوير السبعينيات على الموقع الإلكتروني لمجموعة P-74-1 IINKh